# Mehdi Mostefa
Mehdi Mostefa Sbaa (en árabe: مهدي مصطفى سبع; Dijon, Francia, 30 de agosto de 1983) es un exfutbolista francoargelino que jugaba como centrocampista defensivo. Desde 2023, trabaja como scout del Ajaccio de la Ligue 2 francesa.
Nació en Francia de padre argelino y madre francesa.

## Selección nacional
Fue internacional con la selección de Argelia en 25 ocasiones.

### Participaciones en Copas del Mundo
| Mundial                        | Sede   | Resultado        | Partidos | Goles |
| ------------------------------ | ------ | ---------------- | -------- | ----- |
| Copa Mundial de Fútbol de 2014 | Brasil | Octavos de final | 2        | 0     |

### Participaciones en Copas Africanas
| Copa                           | Sede      | Resultado      | Partidos | Goles |
| ------------------------------ | --------- | -------------- | -------- | ----- |
| Copa Africana de Naciones 2013 | Sudáfrica | Fase de grupos | 3        | 0     |

## Clubes
| Club      | País    | Año       |
| --------- | ------- | --------- |
| Valence   | Francia | 2004-2005 |
| Montluçon | Francia | 2005-2006 |
| Sète      | Francia | 2006-2007 |
| Nîmes     | Francia | 2007-2011 |
| Ajaccio   | Francia | 2011-2014 |
| Lorient   | Francia | 2014-2015 |
| Bastia    | Francia | 2015-2017 |
| Pafos     | Chipre  | 2017-2018 |
| Béziers   | Francia | 2018-2023 |